# Thái Vũ hầu
Sái Vũ hầu (chữ Hán: 蔡武侯; trị vì: 863 TCN-837 TCN), là vị vua thứ sáu của nước Sái – chư hầu nhà Chu trong lịch sử Trung Quốc.
Sái Vũ hầu là con của Sái Lệ hầu - vua thứ 5 nước Sái. Năm 864 TCN thời Chu Lệ Vương, Lệ hầu mất, Sái Vũ hầu lên nối ngôi.
Sử sách chỉ ghi chép sự kiện duy nhất xảy ra thời Sái Vũ hầu là năm 841 TCN, thiên tử Chu Lệ Vương bị lật đổ phải chạy ra đất Di; ngoài ra không có sự kiện liên quan tới nước Sái.
Năm 837 TCN thời Chu Triệu cộng hòa, Sái Vũ hầu mất. Ông ở ngôi được 27 năm. Con ông là Sái Di hầu lên nối ngôi